# Dobbs Ferry
Dobbs Ferry falu az USA New York államában, Westchester megyében. Lakosainak száma 11 541 fő (2020. április 1.).

## Népesség
A település népességének változása:

| 2010 | 10 875 |
| 2020 | 11 541 |